# Pseudosericania gibiventris
Pseudosericania gibiventris is een keversoort uit de familie bladsprietkevers (Scarabaeidae). De wetenschappelijke naam van de soort is voor het eerst geldig gepubliceerd in 1980 door Kobayashi.